# Stenodus nelma
Stenodus nelma is een vissoort uit de familie van de zalmen en de onderfamilie coregoninae. Deze vissoort komt voor in het gebied van de Noordelijke IJszee. De soort heet in het Engels en het Russisch  Nelma, ook wel Inconnu.

## Beschrijving
Over de systematiek van het geslacht Stenodus is geen consensus. Hier wordt de zienswijze gevolgd van Kottelat & Freyhof (die ook de IUCN aanhoudt). Zij beschouwen de houtingen als een aparte familie, de coregonidae, waartoe ook het geslacht Stenodus behoort. Zij onderscheiden hierin twee soorten: Stenodus nelma en Stenodus leucichthys.
De nelma wordt geslachtsrijp als hij tussen de 60 en de 90 cm is en kan 1,5 m lang worden. Deze soort houting komt voor aan de kusten van Noord-Azië en Noord-Amerika van het schiereiland Kola tot aan Alaska en Canada. Het is een anadrome soort houting, waarvan ook populaties bestaan die alleen in zoet water verblijven in rivieren en (stuw-)meren in Kazachstan en Mongolië.
De populaties in Siberië worden bedreigd door watervervuiling en overbevissing, maar de soort als geheel is geen bedreigde vissoort.